# Eric Revis
Eric Revis (Los Angeles, 31 maggio 1967) è un contrabbassista e compositore statunitense. Revis è diventato famoso come contrabbassista per la cantante Betty Carter a metà degli anni '90. Dal 1997 è membro dell'ensemble di Branford Marsalis.  Il suo album di debutto, Tales of the Stuttering Mime, fu pubblicato nel 2004 per la sua etichetta, 11:11 Records.
Revis ha studiato con Ellis Marsalis all'Università di New Orleans e alla St. Mary's University, Texas. Ha diretto il Jazz Ensemble presso la Trinity University di San Antonio, in Texas, nel 2007 e nel 2008.

## Discografia

### Come leader
- Tales of the Stuttering Mime (11:11, 2004)
- Laughter's Necklace of Tears (11:11, 2009)
- Parallax (Clean Feed, 2012)
- City of Asylum (Clean Feed, 2013)
- In Memory of Things Yet Seen (Clean Feed, 2014)
- Crowded Solitudes (Clean Feed, 2016)
- Sing Me Some Cry (Clean Feed, 2017)
- Slipknots Through a Looking Glass (Pyroclastic, 2020)[1]

Con Tarbaby
- Tarbaby (Imani 2009)
- The End of Fear (Posi-Tone 2010)
- Fanon (RogueArt, 2013)
- Ballad of Sam Langford (Hipnotic, 2013)

### Come sideman
Con J.D. Allen
- In Search of (Red Record, 1999)
- Pharoah's Children (Criss Cross, 2001)
- I Am I Am (Sunnyside, 2008)

Con Orrin Evans
- Blessed Ones (Criss Cross, 2001)
- Meant to Shine (Palmetto, 2002)
- Easy Now (Criss Cross, 2005)
- ...It Was Beauty (Criss Cross, 2013)
- The Intangible Between (Smoke Sessions, 2020)

Con Avram Fefer
- Calling All Spirits (Cadence, 2001)
- Ritual (Clean Feed, 2009)
- Eliyahu (Not Two, 2011)
- Testament (Clean Feed, 2019)

Con Russell Gunn
- Gunn Fu (HighNote, 1997)
- Young Gunn Plus (32 Jazz, 1998)
- Love Requiem (HighNote, 1999)
- SmokinGunn (HighNote, 2000)
- Blue On the D.L. (HighNote, 2002)

Con Branford Marsalis
- Music Evolution (Columbia, 1997)
- Requiem (Columbia, 1999)
- Contemporary Jazz (Columbia, 2000)
- Footsteps of Our Fathers (Marsalis Music/Rounder, 2002)
- Romare Bearden Revealed (Marsalis Music/Rounder, 2003)
- Performs Coltrane's Love Supreme Live in Amsterdam (Marsalis Music/Rounder, 2004)
- Eternal (Rounder 2004)
- Braggtown (Marsalis Music/Rounder, 2006)
- Classic (Sony, 2008)
- American Spectrum (BIS, 2009)
- Metamorphosen (Marsalis Music, 2009)
- Four MFs Playin' Tunes (Marsalis Music, 2012)
- Upward Spiral (Marsalis Music, 2016)
- The Secret Between the Shadow and the Soul (Marsalis Music, 2019)

Con Armen Nalbandian
- Quiet as It's Kept (Blacksmith Brother, 2011)
- Fire Sign (Blacksmith Brother, 2018)
- Orbits (Blacksmith Brother, 2018)
- Live in Little Tokyo (Blacksmith Brother, 2018)
- V (Blacksmith Brother, 2018)
- The Holy Ghost (Blacksmith Brother, 2018)
- Live on Sunset (Blacksmith Brother, 2019)
- Ghosts (Blacksmith Brother, 2019)

Con Ralph Peterson Jr.
- The Art of War (Criss Cross, 2001)
- Subliminal Seduction (Criss Cross, 2002)
- Tests of Time (Criss Cross, 2003)

Con altri
- Avishai Cohen, Into the Silence (ECM, 2016)
- Steve Coleman, Weaving Symbolics (Etichetta Bleu, 2006)
- Kat Edmonson, Take to the Sky (Convivium, 2009)
- Winard Harper, Trap Dancer (Savant, 1998)
- Winard Harper, Winard (Savant, 1999)
- Sherman Irby, Full Circle (Blue Note, 1997)
- James Hurt, Dark Grooves, Mystical Rhythms (Blue Note 1999)
- David Kikoski, Mostly Standards (Criss Cross, 2009)
- Victor Lewis, Red Stars (Red Record, 2004)
- Michael Marcus, The Magic Door (Not Two, 2007)
- Delfeayo Marsalis, Minions Domain (Troubadour Jass, 2006)
- Frank McComb, Love Stories (Columbia, 2000)
- Bill McHenry, La Peur Du Vide (Sunnyside, 2012)
- Bill McHenry, Ben Entrada La Nit (Fresh Sound, 2018)
- Raul Midon, State of Mind (Manhattan, 2005)
- Kurt Rosenwinkel, Riflessioni (Wommusic, 2009)
- Kurt Rosenwinkel, Star of Jupiter (Wommusic, 2012)
- JD Walter, Un passo lontano (JWALREC, 2013)
- Jeff "Tain" Watts, detenuto al Blue Note (Half Note, 2004)

## DVD
- 2004 - Coltrane's A Love Supreme Live in Amsterdam (Branford Marsalis Quartet)